# Comuna Tamsalu

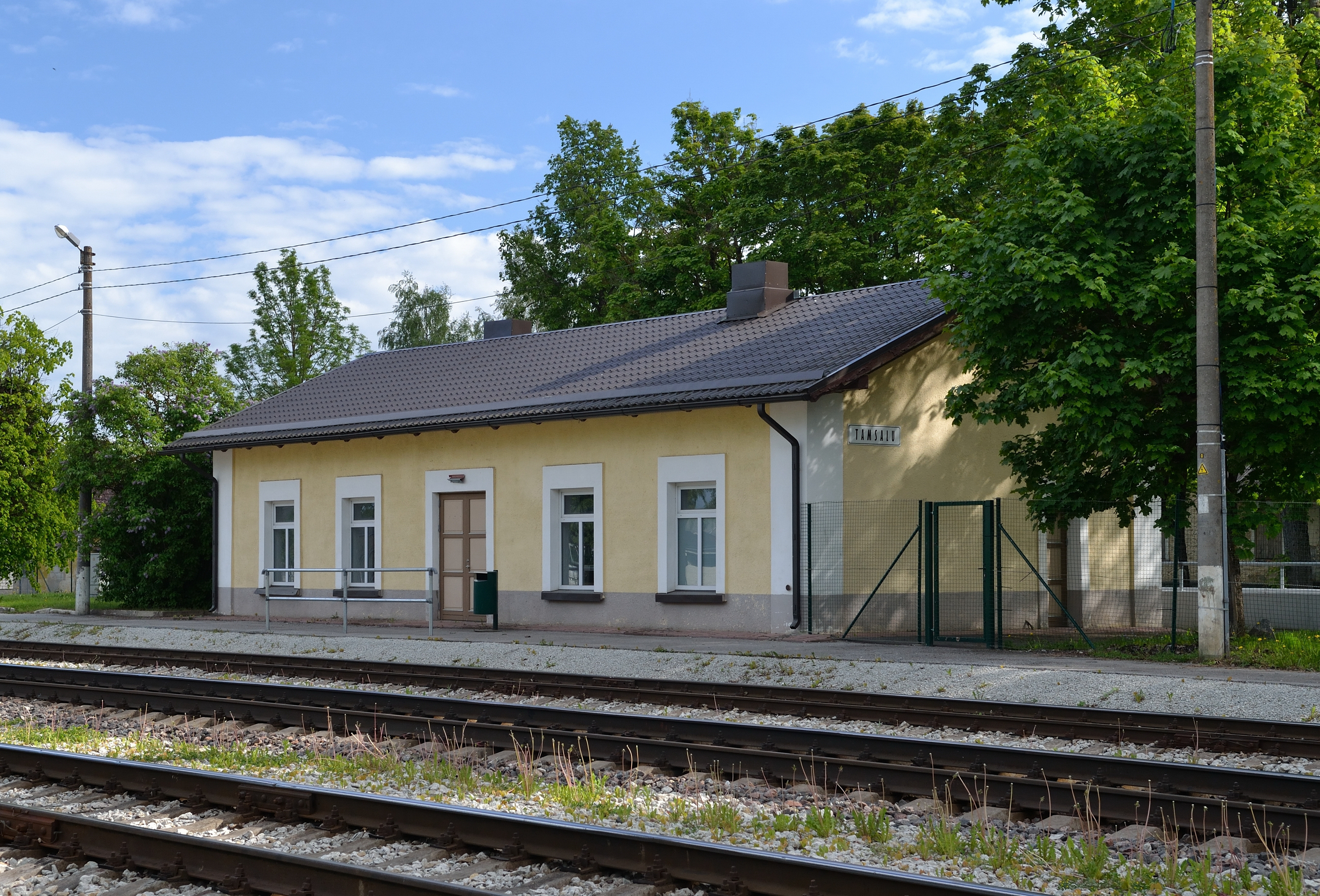

Tamsalu este o comună din Comitatul Lääne-Viru, Estonia. Cuprinde 1 oraș (Tamsalu), 1 târgușor (nucleu de tip urban) și 30 de sate. Reședința comunei este orașul Tamsalu.